# 아쓰타 신궁
아쓰타 신궁(일본어: 熱田神宮 아쓰타진구[*])은 일본 아이치현 나고야시 아쓰타구에 있는 신사이다. 제사를 기리는 신은 아쓰타노오카미(熱田大神)이며, 삼종의 신기의 하나인 구사나기 검을 신체로 하고 있다. 이외에도 아마테라스 오미카미, 스사노오, 야마토타케루 노미코토 등을 모신다.

## 같이 보기
- 신궁 (신토)